# Foxy Shazam
Foxy Shazam är en amerikansk rockgrupp som bildades i Cincinnati i USA år 2004. Gruppen består av sångaren Eric Sean Nally, gitarristen Loren Turner, pianisten Sky White, basisten Daisy Caplan samt trumpetaren Alex Nauth och trummisen Aaron McVeigh som tillkom senare. Gruppens namn kommer av ett slanguttryck som användes av elever på den skola Nally gick i och skall betyda "coola skor".

## Medlemmar

### Nuvarande medlemmar
- Eric Sean Nally – sång
- Loren Daniel Turner – gitarr
- Daisy Caplan – bas
- Schuyler Vaughn White – keyboard
- Alex Nauth – trumpet, kör
- Aaron McVeigh – trummor

### Tidigare medlemmar
- Joseph Allen Halberstadt – trummor
- Elijah Rust – trummor
- Jamison Pack – trummor
- Teddy Aitkins – trummor
- John Sims – trummor
- Skylyn Ohlenkamp – bas

### Temporära medlemmar
- Trevor Erb – bas
- Ryan Hogle – gitarr
- Baron Walker – bas, keyboard

## Diskografi

### Album
- 2005 – The Flamingo Trigger
- 2008 – Introducing Foxy Shazam
- 2010 – Foxy Shazam
- 2012 – The Church of Rock and Roll
- 2014 – Gonzo

### Singlar
- 2005 - The French Passion of Animality Opera
- 2008 - A Dangerous Man
- 2009 - Wanna-Be Angel (Billboard Hot 100 #6)
- 2010 - Unstoppable
- 2010 - Oh Lord
- 2011 - I Like It (Billboard Alternative Songs #20, Billboard Hot Mainstream Rock Tracks #5, Billboard Rock Songs #8)
- 2012 - Holy Touch (Billboard Hot Mainstream Rock Tracks #39)
- 2012 - Welcome to the Church of Rock and Roll